# HD 111463
HD 111463，又名CP-59 4483，SAO 252047、HR 4868，是一颗恒星，视星等为6.75，位于銀經302.78，銀緯2.47，其B1900.0坐标为赤經12h 44m 17s，赤緯-59° 2.47′ 19″。